# Gecko TRS
Gecko TRS är ett obemannat markgående fordon som utvecklas av det tyska företaget Base Ten Systems.. Lösningen påminner till stora delar om SEP från Hägglunds som är av mer traditionell typ med förare. Gecko TRS visas på ELROB 2008.